# Подгорский (хутор)
Подго́рский — хутор в Верхнедонском районе Ростовской области.
Входит в состав Мигулинского сельского поселения.

## Население
| 1989 | 2002 | 2010 |
| ---- | ---- | ---- |
| 102  | ↘71  | ↘34  |

## Улицы
На хуторе имеется одна улица: Подгорная.